# Молода муза
«Молода муза» — літературне угрупування у Львові модерністського спрямування. Виникло бл. 1905 року в середовищі молодих поетів і письменників, проіснувало до початку Першої світової війни і першої російської окупації Львова. Учасники: Михайло Яцків, Петро Карманський, Василь Пачовський, Степан Чарнецький, Володимир Бірчак, Остап Луцький і Сидір Твердохліб. Близьким до їхнього середовища був Богдан Лепкий, який раз по раз приїжджав з Кракова. 

## Історія
«Молодомузівці» чи музаки, як вони себе самі називали, на той час вже були відомими читацькій аудиторії: Петро Карманський — поетичною книжкою «З теки самоубійця» (1899), Михайло Яцків — збіркою прозових мініатюр «В царстві сатани: іронічно-сантиментальні картини» (1900), Василь Пачовський — поетичною збіркою «Розсипані перли» (1901); літературний талант обох останніх відзначив Іван Франко. Володимир Бірчак був автором збірок новел «Матура» (1902) та «Урвана пісня» (1904). Либонь найвідомішим став Остап Луцький внаслідок гучного літературного скандалу, що розгорівся після вірша-відповіді Івана Франка на пародію Луцького «Іван Храмко», вміщену в першій поетичній збірці останнього «Без маски» (1903). 
У 1904 Петро Карманський повернувся з Італії, де навчався в українській католицькій колегії «Коледжіо рутено» в Римі, і відновився на філософському виділі Львівського університету. Натомість Василь Пачовський, повернувшись у 1903 з Відня, де вивчав медицину і філософію, закінчив навчання на філософському виділі Львівського університету і у вересні 1905 був скерований до Станіславова на однорічну педагогічну практику у державній гімназії з українською мовою навчання. Трохи старший Михайло Яцків працював у товаристві Дністер і був серед них кимось на зразок духовного лідера чи гуру — магом «Молодої Музи» іменував його Михайло Рудницький в есе «Що таке «молода Муза»?»; назва групи, що з'явилася згодом з подачі Остапа Луцького, вочевидь теж апелювала до новели Яцкова «Доля молоденької музи» (1907). Володимир Бірчак закінчив 1904 філософський факультет Львівського університету, а 30 жовтня 1905 здобув право викладати українську мову як основний предмет і класичні мови як допоміжний предмет у гімназіях та реальних школах; від 1906 він викладав у Дрогобицькій гімназії. Степан Чарнецький від 1900 навчався у Львівській політехніці, але диплома на захищав, працював у Виділі крайовому. Наймолодший Сидір Твердохліб навчався у Львівському та Віденському університетах. 
Правдоподібно до створення літературного угрупування спричинилася поява у Львові 22-річного Остапа Луцького, який щойно закінчив Ягеллонський університет. У Кракові Луцький контактував з Богданом Лепким, який мав на нього значний вплив. Тільки-но прибувши до Львова, він зійшовся з Петром Карманським. 
Порвавши з Літературно-науковим вістником, де досі друкувалися учасники майбутньої «Молодої музи» (напр. Михайло Яцків), вони ухвалили видавати власний літературний часопис. 24 лютого 1906 вийшов перший номер двотижневика «Сьвіт». Редакційну колегію складали Володимир Бірчак, Петро Карманський, Остап Луцький і Михайло Яцків. Пачовський натоді проживав у Станиславові, Чарнецький і Твердохліб крутилися багато і в польських середовищах. Фінансував видання В'ячеслав Будзиновський, голова видавничої спілки газети «Дїло». Своєрідним програмним маніфестом стало коротке «Наше слово», вміщене в першому номері часопису: 
З бадьорістю молодечою, з сильною вірою в неперечну потребу нової літературної часописи, навчені досвідом недавніх нещасних проб, приступаємо до нового діла і подаємо отсе П.Т. Землякам перший видимий взірець наших змагань. У відрадних днях широкого суспільного та політичного життя приходимо до Вас — і вказуємо  в хвилях борби призабуту, може, а предсі все так тужно вижидану стежину: Добра і Краси. 
Стежині нашій дали ми ім'я: Світ. 
Від злиднів і турботних дисонансів най веде нас на сонячні левади, запашні ниви — в світ ясних, злотих зір!
Влітку 1906 повернувся зі Станиславова до Львова Василь Пачовський і став постійним учасником каварняних сесій. 
7 жовтня 1906 учасники гуртка розірвали угоду з видавництвом «Сьвіт» і заснували видавництво «Молодої Музи». У 1907 році посварилися і з В'ячеславом Будзиновським і той перебрав часопис «Сьвіт» під свою руку. 
18 листопада 1907 Остап Луцький опублікував у газеті «Діло», 1907, № 249 текст-анонс «Молода Муза». Через кілька тижнів Іван Франко у тому ж таки Дїлі дав на нього критичний відгук «Маніфест “Молодої Музи”», від чого текст Луцького сприймають маніфестом групи. Утім того ж 1907 року Остап Луцький переїхав до Чернівців редактором часопису «Буковина». 
Вершиною естетичних запитів та уподобань більшості «молодомузців» було краківське літературне середовище Молодої Польщі. «Один М. Яцків зазирав своїм оком далі на захід поза Краків, і тому він нічим на названих не похожий», — згадував Карманський у книжці «Українська Богема» (1936). Сам Яцків зазначав, що своїм «хрещеним батьком» у літературі учасники групи вважали Миколу Вороного. 
До кола спілкування молодомузців належали відомі богемісти, «мистці життя» Олекса Кущак, Осип Шпитко — письменник-сатирик, «перший богеміст на львівському ґрунті», як назвав його Петро Карманський, зазнайомившись із ним після повернення з Італії в 1905 році, модний художник-графік Іван Косинин, який у 1911 повернувся з-закордону до Львова. Так само викладач Вищого музичного інституту імені Миколи Лисенка Сясьо Людкевич, який перед тим студіював у Відні, юний Михайло Рудницький, свояк Твердохліба і помічник відомого польського літератора Остапа Ортвіна у видавництві «Księgarnia Polska», повернувшись у 1911 з літературних студій у Сорбонні, скульптор Михайло Паращук, живописці Іван Северин і Модест Сосенко. 
Звичним місцем спілкування були каварні — найбільше «Монополь» на Маріацькому пляцу (у 1900-их) і «Централка» на розі Галицького і Бернардинського у 1910-их. Досить було — як згадував Михайло Рудницький, мати якийсь гріш на склянку кави і при ній сидіти цілий вечір, переглядати свіжі газети й журнали, також сюди приходила різна публіка з якою можна було подискутувати. Велике пожвавлення викликав щоразу приїзд до Львова Богдана Лепкого, який знайомив з новітніми тенденціями в середовищі краківських письменників Молодої Польщі, творами С. Пшибишевського, С. Жеромського, К. Тетмаєра, а надто постійні дискусії з Іваном Франком. 
Згадував Петро Карманський: 
«Приходив кожного дня під вечір до нашої кав'ярні „Монополь“ незамітно, без шуму, немовби соромився, що важився засісти при одному столі з огрядно одягнутими, якими ми намагалися бути. Випивав свою чашку чаю, виймав з кишені в камізолі срібну монету і бавився нею. І ждав на нагоду побавитися з нами — молодими. Та приходилося звичайно ждати без успіху. Нам зашивалися роти в його товаристві, бо ми добре знали гостроту його язика та великі відомості, з якими не один із нас не міг суперечити — Говоріть що! — врешті відзивався Франко, якому хотілося поговорити і забути про те, що після цілоденної мозольної праці в Товаристві ім. Т. Шевченка дожидає його не менш важка робота дома. Він же не дурно таскав під пахвою цілий оберемок всіляких рукописів і коректи! І хтось із сміливіших важився заговорити. Він слухав і ждав. Та коли приловив співрозмовника на якій фразі, що йому неподобалася, не втерпів, щоб не пришпилити його звичайним „дурниці говорите“. І аж тоді розв'язувалась його губа. Ми довідувались чимало такого, чого були б не вичитали ні в одній книжці, ані не вчули від нікого із сучасних».
Мали молодомузівці свого мецената — сільського священика з Тернопільщини Михайла Світенького, який, приїжджаючи до Львова, завжди пригощав їх вечерею чи обідом. 
Певний час в їхньому колі перебував Гнат Хоткевич, який еміґрував із Наддніпрянщини у період реакції після поразки Першої російської революції, доки 1912 повернувся до Києва. 
У 1912 Петро Карманський знайшов місце викладача Тернопільської гімназії, а влітку 1913 на запрошення української діаспори виїхав до Канади викладачем літніх курсів у Вінніпеґу і у вчительській семінарії в Брендоні. Через рік він повернувся до Европи. Однак почалася Перша світова війна і Карманський осів у Відні, де разом з Богданом Лепким, Михайлом Паращуком, В'ячеславом Будзиновським і Василем Пачовським, який призвався до цісарсько-королівської армії, працював у «Союзі визволення України». Так само Олекса Кущак опинився у Відні. Осип Шпитко ще у 1912 або 1913 еміґрував до Бразилії. Іван Северин у 1913 як художник у складі географічно-геологічної експедиції виїхав на Тянь-Шань і Тибет. Івана Косинина у 1914 чи 1915 росіяни вивезли до Томська. Михайло Рудницький у квітні 1915 сам виїхав до Києва, можливо у пошуках роботи, на що натякає у збірці новел «Нагоди й пригоди» (1929), а швидше для знайомства з наддніпрянськими письменниками. 
Натомість Михайло Яцків був мобілізований до австрійського війська і вже в грудні 1914 потрапив у російський полон, звідки утім його швидко випустили. Мобілізували Степана Чарнецького, але за станом здоров’я звільнили від служби, і Сидора Твердохліба, який знайшов тепле місце військового харчового комісара (навесні 1917). Модест Сосенко у 1916—1918 перебував на фронті. Володимир Бірчак вступив до Леґіону УСС як офіцер. З початком Першої світової війни призвали й Остапа Луцького у званні підхорунжого, який дослужився до гауптмана і в 1918 став ад'ютантом ерцгерцога Василя Вишиваного у поході австро-німецьких військ на Наддніпрянщину, а згодом служив в УГА. 

## Впливи й стиль
"Молода муза «була однією з ланок літературних організацій багатьох країн Європи: „Молода Бельгія“, „Молода Німеччина“, „Молода Польща“, що проголосили своїм гаслом символізм і служіння красі. Так, в одному з номерів журналу „Світ“ стверджувалося, що „Молода муза“ репрезентує „відомий в інших народів напрямок декадентський, символістичний, модерністичний, естетичний — і як там його всіляко називають. Мета цього напрямку служити красі“. Як бачимо, в цей час не було ще чіткої диференціації цих термінів, різні автори вкладали у них різний зміст. Так, Леся Українка захищала „прапор модернізму“, обстоюючи від вульгаризаторської критики С. Єфремова повість Ольги Кобилянської „Царівна“, осуджуючи водночас модернізм польського письменника С. Пребишевського, який полягав у проголошенні „абсолютної свободи митця“ від суспільства». Подібне трактування модернізму знаходимо і в М. Коцюбинського, який у листі до О. Кобилянської писав, що «широкі круги читача … ще знаходяться під впливом реалізму і сливе вороже ставлення до модерних напрямків літературних». Термін «декаденство» теж вживається часом для означення художнього новаторства. Відомий поєт і літературознавець В. Щурат тлумачив його як «артистичним змислом ведене змагання до витвору свіжих оригінальних промислів, образів, зворотів мови і форм». Саме на цій підставі він відніс до цієї течії лиричну драму І. Франка «Зів'яле листя», проти чого автор рішуче запротестував відомим віршем Декадент.
Це сталося ще в 1896 р., за десять років до створення Молодої музи, але ідеї, які лягли в основу цієї групи, вже давно носилися в повітрі. В 1894 р., у Львові читав лекції про бельгійських символістів польський поет і літературний критик Зенон Пшесмицький. І І. Франко у статті «Доповіді Міріама» розглянув основні положення цих лекцій.
Однак і містицизм символістів не всі так глумливо й безоглядно відкинули, як це зробив І Франко. Леся Українка у нещодавній статті «Міхаель Крамер» розрізняє містицизм філософський і поетичний. "Гаупман був містиком настільки, наскількиїм буває справжній поет… Ми вчуваємо в ній не порив відійти від життя, що, можливо, звучить в кількох фразах Міаєля Крамера, а спробу знайти «визвольне слово», яке визволяє від вавилонського прокляття «сімейної самотності». «Визвольного слова» шукатимуть і молодомузівці. Втім, родовід цієї літературної групи не слід виводити тільки за однією якоюсь лінією.
Американський славіст Богдан Рубчак у ґрунтовному дослідженні джерел «Молодої музи» починає її «історію» із США — від Едгара По, який по-своєму поєднав у поєзії європейський романтизм та його містицизм з американським прагматичним підходом, стверджуючи, що поетична мова — це неспонтанний вияв чуттів, а твердий розрахунок, який бере до уваги психологію сприйняття і націлює на ефект, що досягається алітерацією, ритмічними ходами, строфікою.
Французький поет Шарль Бодлер «у своїх теоретичних міркуваннях» посилив думки і підніс їх із цілком практичної сфери до містичних висот, надаючи формі поезії священних, навіть магічних властивостей. У своїй поетичній творчості — у безсмертних «Квітах зла» — він ці теорії геніально перевтілив. Немає поета XIX століття, який би сильніше впливав би на поезію нашої доби, ніж Шарль Бодлер. Від Бодлера йде пряма дорога до Поля Верлена, Артюра Рембо, Стефана Малларме, поетів, які й склали основу літературної течії символізму. Характер символізму як течії точно окреслив І. Франко у «Доповідях Міріама», наголосивши, що символ не алегорія, що є заміною поняття, його образним еквівалентом і має не однозначний характер, а розрахований на багатозначність сприйняття, розширює часову і просторову перспективу і веде до чогось таємничого й неземного.
Міріам Пшемицький не випадково читав лекції про бельгійську школу символістів. У Бельгії ідеї цієї течії знайшли для свого розвитку сприятливий ґрунт. З Брюселем пов'язані життя і творчість Бодлера, Рембо та Верлена. Ядро літературного гуртка створеного в Лювенському університеті, склали Еміль Верхарн, Жорж Розенбах, Моріс Метерлінк, які здобули згодом загальноєвропейське визнання. У 1886 р. була створена літературна група «Молода Бельгія», яка передала іншим «молодим» гурткам свою естафету, що через 20 років дійшла й до Львова і втілилася в «Молодій музі». Одним з найулюбленіших поетів «молодомузівців» був Шарль Бодлер. Його перекладали і О. Луцький, і М. Рудницький, і М. Яцків. Переклади ці мають сьогодні історико-літературне значення. Над тою «Молодою музою» навис якийсь фатум. Давно вже минули часи, коли Бодлера і Верлена й інших символістів називали занепадниками, переоцінене їхнє значення і роль в історії літератури, видано твори, а їхнім українським послідовникам так і лишалися буквально донедавна ці давні догматичні оцінки й характеристики.
Тим часом «Молоду музу» треба розглядати як ланку в системі взаємодії різних течій літературного руху кінця XIX — початку XX ст. фрагмент загальноєвропейської панорами, бо ідеї модернізму приходили на Україну різними шляхами, поєднуючись із деякими рисами попередньої реалістичної школи і набуваючи в українському національному середовищі нових ознак. При цьому кожен письменник репрезентує свою лінію розвитку, пошуки власної концепції, що охоплюють сферу ідей і форм. Єдине, що об'єднувало представників усіх цих груп, течій чи просто індивідуальностей, було неприйняття побутового реалізму, описовості старої школи письма.

## Конфлікт із Франком
Взаємини Франка з «молодомузівцями» були складними й неоднозначними. На жаль, досі це цікаве й дуже важливе для нашої літератури питання не досліджувалось у всій його складності, воно просто збувалося тезою про те, що Франко різко критикував як теоретичну платформу цієї групи, так і твори її представників.
Критикував, і різко, хоч завжди цікавився творчістю своїх молодих колег, стежив за кожним, відгукувався на нові їхні книжки. «Був невмолимим суддею у мистецьких справах, — закінчує свій спогад про Івана Франка П. Карманський, — і прямо дивував нас своїм глибоким аналізом творчості нашої і чужої, хоча розходився у своїх поглядах з нами і не мав виправдання для наших ідеалів модернізму…
Хоч не можна сказати, що легковажив нами. Тішився, якщо вдавалося знайти йому в наших писаннях щось, що підпадало під вимоги його естетичних канонів, і хоча гнівили його наша сміливість не тюпати слідами, спорив з нами серйозно». Донедавна ми могли прочитати лише одну сторінку цієї суперечки — думку І. Франка. Для дослідження ж проблеми і об'єктивної оцінки процесів, які відбувалися на початку XX ст. в українській літературі в цілому і на західноукраїнських землях зокрема, потрібно вивчати усі сторони, картину літературного руху в усій його повноті, послухати обидві брати, як то кажуть, pro et contra.
З цього погляду не тільки лірична драма «Зів'яле листя» І. Франка, а його статті «Принципи і безпринципність», «Старе і нове в українській літературі» можна назвати виявленням модерністичного напрямку, модерністичного в тому сенсі, що тут у центрі стоїть свідомість індивідуальності,— «людська душа», крізь призму якої розкривається, «освітлюється» навколишнє оточення. Отже, поет «вириває» свого ліричного героя з рамок біологічного існування і вводить широку часову і просторову перспективу, в єдність зі всесвітом.
Деякі українські письменники приходили від побутописання до психологізму, в їхній народницький світогляд вростали елементи модернізму; епіцентр дедалі більше переміщувався від зображення до вираження, від обсервування зовнішніх обставин до ідей і настроїв особистості. В Ольги Кобилянської та Лесі Українки попри деякі їхні розбіжності у поглядах формується неоромантична концепція, що ґрунтується на «визвольному» пориві, прагненні до повноти виявлення родового, саме людського потенціалу буття, ідеалу «повної людини»… Ідею цілісної особистості висунув і Микола Вороний у вірші-відповіді І. Франкові на його послання із назвою «Лісова ідилія». Відповідь була роз'ясненням і поглибленням відкритого листа М. Вороного до письменників, який він опублікував у «Літературно-науковому віснику», де запрошував їх взяти участь в альманасі «З-над хмар і з долин». Він орієнтував письменників на твори, які б за змістом і формою могли «хоч трохи наблизитись до нових течій та напрямів сучасних європейських літератур» і в яких «було б хоч трошки філософії, де хоч клаптик яснів того далекого блакитного неба, що від віків манить нас своєю неосяжною красою, своєю незглибною таємничістю, бо спокою треба, відпочинку для стражденної, зневіреної душі сучасного інтелігента».
Чи не подібною є творча настанова молодих львівських письменників, задекларована в журналі «Світ» i розгорнута пізніше О. Луцьким у статті «Молода муза», де підкреслювалося: «Коли вже відкинемо наразі все царство сучасних сумнівів i перехресних кличів в напрямі нашого пізнання, а ограничимось лише на обсях людського чуття в сфері письменства i філософії, то вистане назвати лише Ніцше, Ібсена та Метерлінка, щоб всім ярко пригадалось те живе биття сучасного, надміру, може, вразливого людського серця i щоб пригадались нам всі його приюти там, де могло воно найти своє тепло i спокій серед бурхливих днів».
Такі заклики не заперечували ні громадянської теми, ні літературної традиції. До того ж притулком для серця оголошувалися не тільки «метафізичні, містичні краї», а й саме життя, все те, де виявляється внутрішня потреба митця, яку не можна замкнути «в ніяку розумовану шухляду».
І. Франко назвав статтю О. Луцького маніфестом «Молодої музи». Франко критикував статтю Луцького за те саме, за що раніше бельгійських символістів — за містицизм, прийнявши їхню естетичну програму платформи майже за політичну програму: «Як же се, мої панове, ви вербуєте до свого кружка молоді духи, себто наших дітей, наших молодих братів і сестер? Куди ви думаєте вести їх? В якім „містичним новім небі“ ви обіцяєте їм тепло і заспокоєння?»
Це було явним перебільшенням. І в збірнику М. Вороного «З-над хмар і з долин», і в альманасі «За красою» взяли участь письменники різних поколінь і неоднакових орієнтацій, хоч і проглядалась в них певна загальна естетична платформа, виражена вже в самих назвах. Ми не маємо сьогодні цілісної концепції українського модернізму початку XX ст. і навіть його визначення (вживаються терміни декаданс, ранній модернізм, предромантизм тощо), вульгарно-соціологічний підхід до літератури не сприяв об'єктивному дослідженню цього явища.
Можемо лише відзначити його неоднорідність. Якщо представники літературного угруповання «Українська хата» іноді надто категорично відмежовувались від народницьких традицій, яка, мовляв, «не пориває вперед, а топчеться на одному описуванні, реєстрації сільськогосподарського інвентаря», то «Молода муза», як правило, не проголошувала такого розриву зі школою «старого» реалізму, а прагнула поєднати традицію з новими західноєвропейськими віяннями.
«Ми всі любили нашу пісню народну, нашу літературу й театр,— згадував пізніше Б. Лепкий,— а все ж бачили, що не стільки сонця, що в вікні. Чогось-то нового бажалося, захочувалось печеного леду, як дехто насміхався з нас… Я був тоді в Кракові, як „Молода муза“ прийшла на світ, але я її не цурався.
Була це дівчина гарна, та невговкана й химерна. Розсипала перли, плила по морі тьми, сідала над рікою та приглядалася в свічаді плеса. Не ступала слідами Квітчиної „Марусі“, й не одному голову звернула».
Цей, за словами Б. Лепкого, Sturm und Drang (буря і натиск) молодих західноукраїнських літераторів базувався на прагненні поєднати ідеї Кардуччі й Ніцше, Метерлінка й Ібсена з традиціями рідної культури. А шукали молоді цих традицій не в стилі побутописання, а спиралися на символіку козацьких наспівів, містику Сковороди, демонологічний світогляд народу, «п'ятий елемент підсоння і четвертий вимір людської душі». Наталя Кобилянська написала статтю «Символізм в народній пісні», в якій стверджувала, що фольклорна символіка часто співзвучна з тією, яка «послідніми часами станула проти домінуючого в літературі натуралізму».
Чи вдалося молодомузівцям здійснити синтез цих двох начал, іншими словами, піднести народну символіку до глибини філософських ідей, які мають загальнолюдський характер? Такою мірою, як це зробила Леся Українка в «Лісовій пісні», М. Коцюбинський в «Тінях забутих предків», не вдалося, та все ж деякі новели М. Яцківа («Лісовий дзвін», «Поєма долин»), драматична поема В. Пачовського «Сон української ночі» та вірші збірки «Ладі й Марені терновий огоньмій» були в цьому напрямі цікавими спробами, які знайшли продовження в українській літературі.
Нарешті, ще один принцип поетики «молодомузівців» — проголошення культу поезії як краси, як практичної безвартісності, антиутилітарості, поезії, що не може обмежуватись роллю пропагандиста певної ідеологічної доктрини. Цей принцип сприймався і трактувався часто так, що «молодомузівці» дотримувались гасла «мистецтва для мистецтва».
Знаходили й підтвердження в рядках одного з віршів В. Пачовлького: «Се є штука— я не пхаю тут ідей!» Одначе це була радше реакція на вимогу писати «соціально-програмові», як висловився О. Луцький в листі до Г.Хоткевича, запрошуючи його до участі в альманасі «За красою». І самі учасники цієї літературної групи рішуче заперечили такий погляд. М. Рудницький писав пізніше з цього приводу: «Довго товкли по підручниках і газетних статтях фразу, повторювану й досі, начебто „Молода муза“ поклонялася ідеалові чистої краси та начебто цей ідеал був звичайним ідолом — шкідливою примарою „мистецтво для мистецтва“». Він рішуче заперечує такий погляд, підкреслюючи, що особисті, суб'єктивні мотиви «не ослабили в них громадських почувань.»
Інакше й не могло бути, бо ж учасники цієї групи — вихідці із селянського середовища або сини дрібних службовців, які самі нелегко пробивались у життя, зазнали й далі зазнавали злигоднів, нелегко добуваючи шматок хліба.

## Характеристика учасників
Кожний учасник «Молодої музи» — людина зі своєю долею і митець із своїм неповторним обличчям. І як митець, кожен із них виходить за межі цієї літературної групи, оскільки творчість його не обмежується часом існування.
По-різному склалися долі колишніх «молодомузівців». Найдовше судилось прожити Михайлові Яцківу (він помер у 1961 р.), йому вдалося чи не найповніше і найяскравіше виразити ідеї «Молодої музи» експресивним стилем, в якому гострота спостереження, точність деталі поєднана з виходом за рамки реальності, а тонка лірична настроєність сусідує із відразливою натуралістичністю, в нього чи не найтісніше поєднані і переплетені бодлерівські ідеал і сплін, і водночас він чи не найорганічніше поєднав фольклорний символ з модерною технікою письма, що доходить місцями майже до сюрреалістичних образних конструкцій. На жаль, творчість М. Яцківа припинилася невдовзі після першої світової війни, і важко гадати, що дав би цей яскравий талант за сприятливих обставин.
Серед поетів, безсумнівно, найталановитішим був Петро Карманський. Його перша збірка «З теки самовбивці» є учнівським наслідуванням «Страждання молодого Вертера» Гете та «Зів'ялого лисття» І. Франка. Та в наступних книжках він утвердився як оригінальний поєт зі своїм обличчям.
Здається, в цього поета в крові був потяг до мандрів, і з Італії привіз він у поєзію «молодомузівців» замість шуму смерек та хвиль Дністра аромат кипарисів, хлюпання Тибру. Бодлерівське «де-небуть, щоб тільки поза цим світом» згодом ганяло його світами, та все ж під кінець життя прибило до пристані — хоч не тихої, а понівеченої — рідного краю. Рання поєзія П. Карманського, сповнена «причинного смутку». М. Рильський мотиви смутку пояснює як умовами тогочасного життя Галичини, так і особистою вдачею поєта м'якою, вразливою, і тим, «що в колі його творчих зацікавлень були „поєзії“ Леопарді, Бодлера, песимістичні сторінки Біблії».
Мотиви смутку й космічного болю, що на думку І. Франка підносять поезію П. Карманського від дрібниць буденщини до проблеми загальнолюдської духовності й етики, конфліктів між добром і злом, домінують у творах «молодомузівського» періоду. Пізніше, в роки першої світової війни, той високий пафос і тон поволі поступаються місцем сатиричним тонам, гротескним образам. Поет тяжко переживає трагедію рідного краю, коли тисячі січових стрільців гинули на подільських полях, а деякі з їхніх провідників спали «під віденьськими перинами».
Біль, драму, силу гніву письменник передав у збірці поезій «Alfresco» (1917), в якій трагізм світосприйняття попередніх років переходить у трагізм історичної долі народу, а самоіронія в сатиру.
Довгі роки перебування автора в Бразилії принесли низку майстерних пейзажних і ліричних поезій, на жаль, сьогодні майже невідомих нашому читачу, бо друкувались вони на сторінках малотиражних галицьких періодичних видань, до того ж недоступних…
На творчість поета повоєнного періоду наклала свій відбиток суспільна ситуація, яка мало сприяла виявленню таланту. Написав і Карманський немало декларативних віршів, та все ж не припиняв творити інтимну лірику і уклав книжку «Осінні зорі».
А ще— здійснив справжній подвиг, переклавши «Божествену комедію» Данте. Перед самою смертю побачив виданою першу частину цієї праці. Дві наступні — досі чекають видання…
Не вкладається в «молодомузівські» рамки й поезія Василя Пачовського та Богдана Лепкого, які продовжували літературну працю у 20–30 роки. Один із основних мотивів лірики В. Пачовського — «розсипані перли» сліз ліричного героя від нерозділеного кохання, його плач за втраченою милою, що поступово зливається у збірний образ жіночого ідеалу.
Фольклорною символікою сповнені й драматичні поеми В. Пачовського, зокрема «Сон української ночі», «Сонце руїни», «Золоті Ворота», в основі яких лежить ідея національного відродження.
Серед інших творів В. Пачовського назвемо історичну поему «Князь Лаборець», засновану на легендах і щедро насичену фольклорною символікою і яскравим закарпатським мовним колоритом.
Поезію Богдана Лепкого «молодомузівського» періоду пронизує туга осені, прощання. Вірш «Журавлі» наче концентрує в собі ці мотиви. В кількох строфах про осінній відліт журавлів умістилась широка гама переживань і настроїв. Такими журавлями почували себе галичани, що покидали рідну землю в неясній надії на кращу долю за океаном.
Найбільше споріднює Б. Лепкого з іншими представниками «Молодої музи» мотив природи — як того острівця, де людина може відпочити від життєвих турбот і клопотів.
Події І світової війни, у вирі яких опинився і сам письменник, внесли в його поезію нові мотиви. Якщо визначити найголовнішу зміну в поетичній творчості Б. Лепкого воєнних років, то вона виявляється, мабуть, у тому, що «я» поета, яке було в епіцентрі його лірики, втрачає свою домінуючу роль, зливаючись з колективним «я» народу.
У 20–30-ті роки письменник вступає переважно виступає переважно в жанрі історичної прози, до поезії звертається лише час від часу. Вірші цього періоду не додають нічого суттєво нового до сказаного раніше, лише інколи проблиснуть спалахи туги за молодістю, за коханням.
Від особистих настроїв до громадянської лірики прийшов і Степан Чарнецький, що мав серед своїх приятелів репутацію богеміста й завзятого театрала. Захоплення театром відбилося й на творчості Чарнецького. Джерелом його лірики є і настрої, викликані творами мистецтва, — він часто бачить себе персонажем тієї чи іншої п'єси або опери.
В ліриці С. Чарнецького вражає тонке сприйняття природи. Ліричний герой поета стоїть перед нею зачудований, він «зливається» з нею у момент духовного сум'яття чи піднесення.
Цей, здавалось б, камерний поет з великою силою показав трагедію людини, краю, народу в І світовій війні, його поезія збагатилася новими барвами і тонами, здобула ноти сильного громадянського звучання.
Поетичний доробок Сидора Твердохліба та Остапа Луцького доволі скромний і не йде в порівняння з тим, що створили інші учасники «Молодої музи». Оригінальну спадщину С. Твердохліба компенсують його переклади. Багато й талановито переклав він, зокрема польською мовою своїх колег «молодомузівців», а також Миколу Філянського, Олександра Козловського, Олександра Олеся. Його інтерпретація «Каменярів» спонукала Франка написати цілу критичну статтю про цей переклад, в якій він назвав Твердохліба перекладачем, що має широку духовну культуру і вироблений естетичний смак. Перекладав він також на німецьку, з польської на українську.
Якщо в С. Твердохліба над оригінальною творчісттю домінує переклад, то О. Луцький — передусім організатор і теоретик «Молодої музи». Сьогодні його ім'я більше відоме гострими відповідями Франка — на статтю «Молода муза» та на епіграму «Іван Храмко», внаслідок чого склалося негативне стаслення до цього літератора, чия творчість тривала всього п'ять років.
З «Молодої музи» бере свій початок і творчість Михайла Рудницького, більше відомого своїми літературознавчими та літературно-критичними статтями. Поетична творчість його за розмірами невелика: спорадичні публікації в періодиці. Нешироке й коло мотивів та настроїв — спогад з дитинства, любовне переживання, миттєве враження. У творах М.Рудницького не знайдемо філософської глибини, багатоплановості образу. Вірш переважно елегантний, відшліфований, як мармур, і, наче мармур, холодний. Витончена техніка, несподівані ритмічні переходи при незрідка нарочитій заінтелектуалізованості, еклектизмі образів — все це робило поезію М.Рудницького явищем примітним на загальноукраїнському терені.
М. Рудницький «замикає» те коло поетів, які безпосередньо пов'язані з групою «Молода муза».

## Значення
Богдан-Ігор Антонич писав, що поети «Молодої музи» вичерпалися ще на початку XX ст. і «їх роль у повоєнному літературному житті доволі скромна, а впливу на це життя вони не мали жодного. Сучасна літературна молодь зовсім відійшла від них, і їй ближче навіть „Слово ополку Ігоревім“, аніж їх смутки, муки і космічна туга».
Утім винесемо за дужки закономірний бунт молодого покоління, що увійшло в літературу безпосередньо в наступний історичний період. Адже молодомузівці теж заперечували естетичні підвалини творчості своїх «батьків і »старших братів по перу. Внесок авторів «Молодої музи» безсумнівний і вплинув на розвиток української літератури як сполучна ланка поміж здобутками письменників-реалістів з одного боку й аванґардистів, футуристів, сюрреалістів пореволюційної доби з иншого, відобразивши загальну картину культурного процесу у світовій літературі й мистецтві. 